# Bougey
Bougey is een gemeente in het Franse departement Haute-Saône (regio Bourgogne-Franche-Comté) en telt 87 inwoners (2011). De plaats maakt deel uit van het arrondissement Vesoul.

## Geografie
De oppervlakte van Bougey bedraagt 8,8 km², de bevolkingsdichtheid is dus 9,9 inwoners per km².

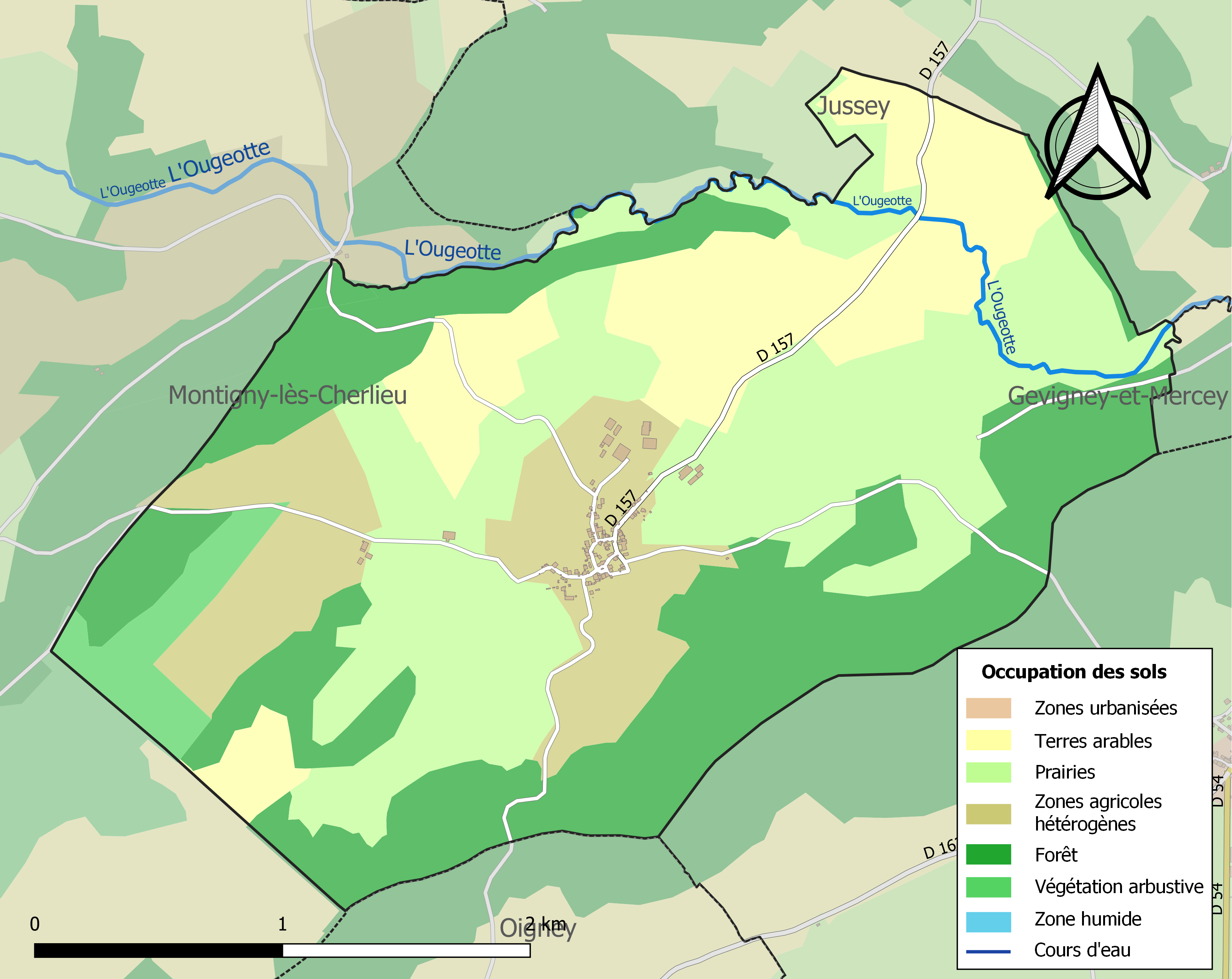
Kaart van de gemeente met de belangrijkste infrastructuur, bodemgebruik en omliggende gemeenten

## Demografie
Onderstaande figuur toont het verloop van het inwonertal (bron: INSEE-tellingen).

## Externe links

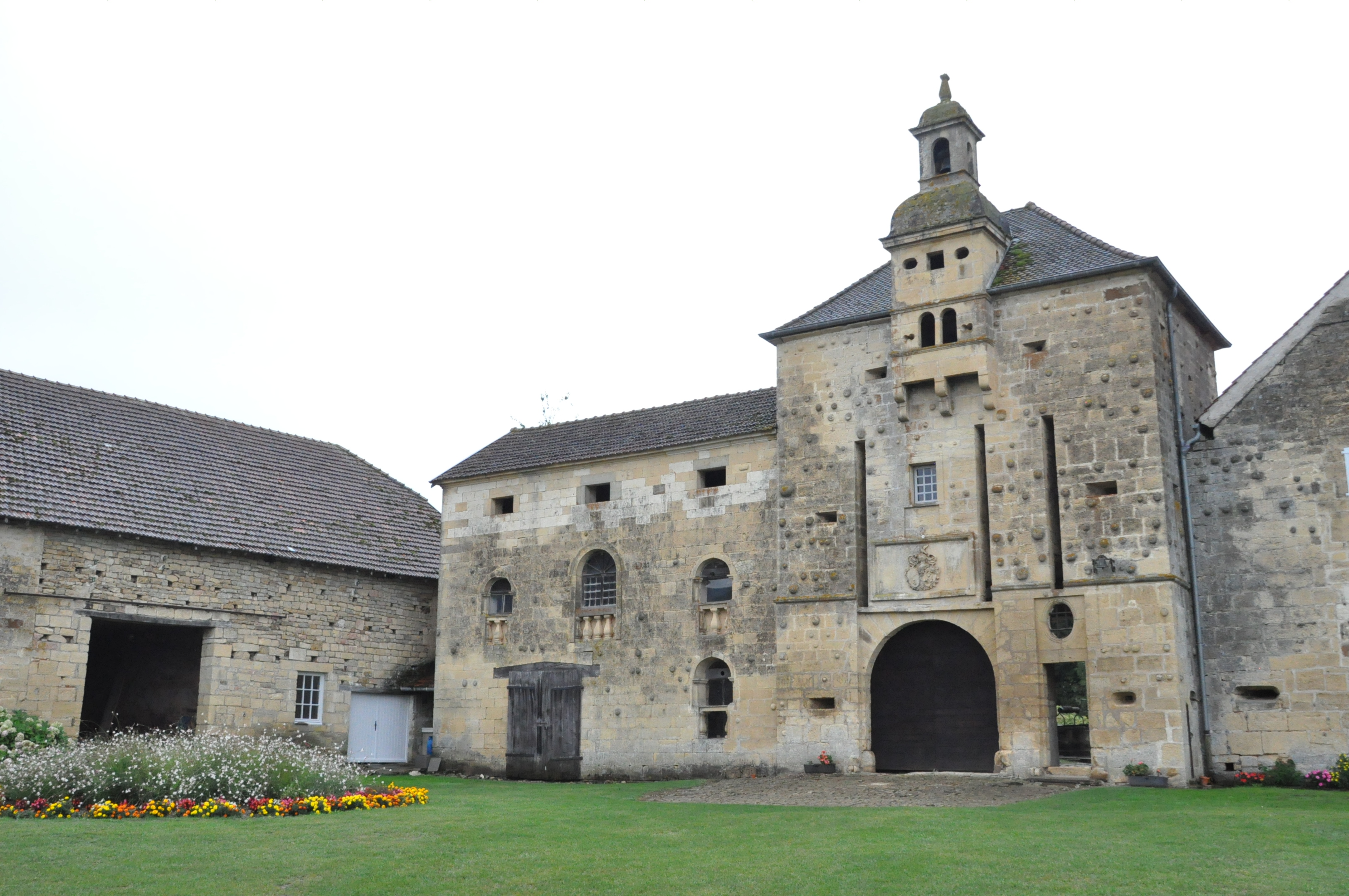
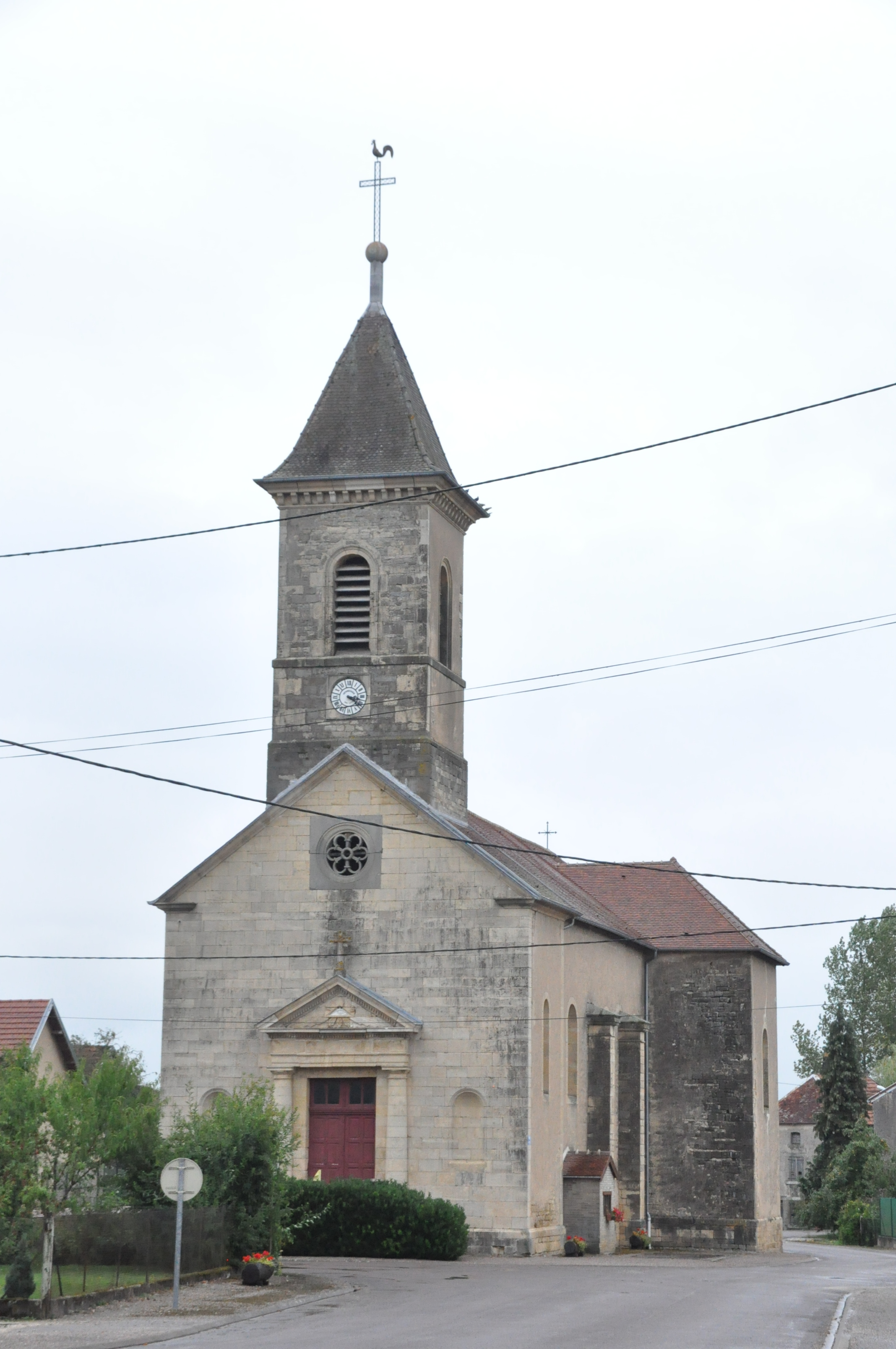